# L'Héritage de la passion
L'Héritage de la passion (Murder in the Hamptons) est un téléfilm canadien réalisé par Jerry Ciccoritti et diffusé aux États-Unis le 11 juillet 2005 sur Lifetime et le 30 décembre 2005 sur le réseau CTV.

## Synopsis
Le téléfilm raconte les événements qui ont mené au décès du multi-millionnaire Ted Ammon en octobre 2001 et du procès de l'amant de sa femme, Daniel Pelosi.

## Fiche technique
- Titre original : Murder in the Hamptons
- Titre alternatif : Million Dollar Murder
- Réalisation : Jerry Ciccoritti
- Scénario : Robert L. Freedman (en)
- Photographie : Michael Storey
- Musique : Robert Carli
- Société de production : Muse Entertainment (en)
- Pays d'origine :  Canada
- Langue originale : anglais
- Durée : 88 minutes

## Distribution
- Poppy Montgomery (VF : Rafaèle Moutier) : Generosa Ammon (en)
- David Sutcliffe (VF : Thierry Wermuth) : Ted Ammon (en)
- Shawn Christian (VF : Bruno Choël) : Daniel Pelosi (en)
- Maxim Roy : Lindy Fisher
- Peter Outerbridge (VF : Guy Chapellier) : Gordon Wintrob
- Donna Goodhand : Tante Carrie
- Hélène Joy : Grace
- Gabriel Hogan : Matt
- Tara Rosling : Carrie Wilder
- Aislinn Paul (en) : Alexa Ammon
- Munro Chambers : Greg Ammon
- Marcia Bennett : La psychiatre

 Source et légende : version française (VF) sur RS Doublage et selon le carton de doublage télévisuel.

## Accueil
Le téléfilm a été vu par environ 4,81 millions de téléspectateurs lors de sa première diffusion américaine, ainsi que 983 000 téléspectateurs canadiens.